# Mustafa Setmariam Nasar
Mustafa Setmariam Nasar (* 1958 in Aleppo, Syrien) auch bekannt unter der Kunya Abu Mus'ab as-Suri (arabisch أبو مصعب السوري, DMG Abū Muṣʿab as-Sūrī) ist eine Führungsfigur von al-Qaida. Er gilt als einer der Vordenker und Strategen des Dschihadismus in Syrien und als hochrangiger Ideologe der al-Qaida.

## Wirken
Mustafa Setmariam Nasar wurde in Aleppo geboren. Seine Familie hatte traditionsgemäß enge Verbindungen mit der Sufibruderschaft der Rifāʿīya. Während der 1980er Jahre war Nasar Mitglied des bewaffneten Arms der syrischen Muslimbruderschaft. Nach der Zerschlagung der Aufstandsbewegung der Muslimbrüder setzte sich Nasar nach Afghanistan ab. Dort übernahm er den Posten des Vizekommandeurs des syrischen Kontingents im Afghanistankrieg gegen die Sowjetunion. In Afghanistan verband ihn eine enge Freundschaft mit Osama bin Laden.
Während der 1990er Jahre versuchte Nasar erfolglos, von Jordanien aus den Dschihadismus in Syrien wiederzubeleben. Während dieser Zeit schrieb er zahlreiche Werke über die Strategie und Taktik des Dschihadismus. Besonders beschäftigte er sich mit dem fehlgeschlagenen Aufstand von Hama 1982. Er führte den Misserfolg auf mangelnde Bewaffnung, mangelnde ideologische Geschlossenheit und fehlenden Medienzugang der Aufständischen zurück. Daneben analysierte er die Niederlage der Islamisten im Algerischen Bürgerkrieg sowie den Fehlschlag Bin Ladens 1989 im Jemen eine dschihadistische Bewegung zu etablieren. Nasar gehöre zu den Kritikern muslimischer Gelehrter, welche sich gegen den Dschihadismus wandten.
Im Staat der Taliban fungierte Nasar als Radiomoderator zur Verbreitung der dschihadistischen Ideologie und Ausbilder von ausländischen Dschihadisten. 2004 veröffentlichte er mit The Global Islamic Resistance Call ein 1600-Seiten-Werk als Strategie der al-Qaida. Ziel sei die Errichtung einer islamischen Theokratie mittels verschiedener Organisationen, die durch dieselbe Ideologie geeint, aber nicht organisatorisch voneinander abhängig sein sollten. 2005 wurde Mustafa Setmariam Nasar in Quetta in Pakistan festgenommen. Aufgrund seiner Position in der dschihadistischen Bewegung wurde er an die USA ausgeliefert, welche ihn 2008 an seinen Heimatstaat Syrien auslieferten. Die dschihadistische Miliz al-Nusra-Front während des Syrischen Bürgerkriegs bezog sich maßgeblich auf die Schriften von Nasar und wurde von ehemaligen Schülern Nasars gegründet.
Es gibt Berichte, welche sich auf islamistische Internetforen beziehen, wonach er 2012 von der syrischen Regierung freigelassen worden sein soll. Daneben gibt es Berichte aus dem Jahr 2014, welche die Freilassung bestreiten.